# Księstwo namysłowskie
Księstwo Namysłowskie − historyczne księstwo na Dolnym Śląsku ze stolicą w Namysłowie, powstałe w schyłkowym okresie rozbicia dzielnicowego w Polsce, w ówczesnej (i obecnej) południowo-zachodniej Polsce, przez cały okres istnienia pozostające we władaniu książąt z dynastii Piastów. Jako samodzielne księstwo istniało w latach 1313–1320/1321 i 1338–1341.
Księstwo obejmowało m.in. miasta Namysłów, Kluczbork, Wołczyn, Byczyna, Gorzów Śląski.

## Historia
W latach 1294–1309 Namysłów wchodził w skład Księstwa Głogowskiego. W 1313 powstało niezależne Księstwo Namysłowskie wydzielone z ziem księstwa oleśnickiego, a jego władcą został Konrad I oleśnicki. Od 1320 lub 1321 ponownie związane z księstwem oleśnickim po objęciu tegoż księstwa przez Konrada I. W latach 1323–1341 Namysłów wchodził w skład księstwa brzesko-legnickiego. 9 maja 1323 roku miasto Namysłów stało się lennem czeskim. Od 1338 ponownie samodzielne księstwo we władaniu Wacława I legnickiego. Od około 1340 do 21 stycznia 1341 roku Namysłów był zastawiony księciu cieszyńskiemu Kazimierzowi I. 30 września 1341 roku książę brzesko-legnicki Bolesław III Rozrzutny zastawił miasto królowi Polski Kazimierzowi III Wielkiemu. W 1358 roku synowie Bolesława III – Wacław i Ludwik sprzedali Namysłów królowi czeskiemu i niemieckiemu Karolowi IV za 3000 kop groszy praskich. 22 listopada 1348 roku przedstawiciele Karola IV i Kazimierza Wielkiego podpisali w Namysłowie pokój, który zakończył trwającą od 1345 r. wojnę polsko-czeską o Śląsk.

## Władcy księstwa namysłowskiego
- Henryk I Brodaty 1233 – 1238
- Henryk II Pobożny 1238 – 1241
- Bolesław II Rogatka 1241 – 1248
- Henryk III Biały 1248 – 1266
- Władysław wrocławski 1266 – 1270
- Henryk IV Probus 1270 – 1290
- Henryk V Brzuchaty 1290 – 1294
- Henryk III głogowski 1294 – 1309
- Bolesław oleśnicki 1309 – 1313
- Henryk IV Wierny 1309 – 1312
- Jan ścinawski 1309 – 1312
- Przemko głogowski 1309 – 1312
- Konrad I oleśnicki 1309 – 1323, 1313 – 1323 samodzielnie
- Bolesław III Rozrzutny 1323 – 1338 i 1342-1352
- Wacław I legnicki 1338 – 1341
- Ludwik I brzeski 1338 – 1341
- Kazimierz III Wielki 1341 - 1342 (zastaw)